# 2022 ve sportu
Toto je přehled sportovních událostí konaných v roce 2022.

## Sportovní hry
- Zimní olympijské hry 2022
- Světové hry 2022

## Basketbal
- Mistrovství světa v basketbalu žen 2022
- Mistrovství Evropy v basketbalu mužů 2022

## Biatlon
- Světový pohár v biatlonu 2021/2022

## Cyklistika
- Mistrovství světa v silniční cyklistice 2022

### Grand Tour
- Giro d'Italia 2022
- Tour de France 2022
- Vuelta a España 2022

## Florbal
- Florbal na Světových hrách 2022 –  Švédsko
- Mistrovství světa ve florbale mužů 2022 –  Švédsko
- Mistrovství světa ve florbale žen do 19 let 2022 –  Švédsko
- Pohár mistrů 2022 – zrušeno
- Livesport Superliga 2021/2022 – Předvýběr.CZ Florbal MB
- Extraliga žen ve florbale 2021/2022 – FBC ČPP Bystroň Group Ostrava

## Fotbal

### Svět
- Mistrovství světa ve fotbale 2022

### Evropské poháry
- Liga mistrů UEFA 2021/2022
- Evropská liga UEFA 2021/2022
- Evropská konferenční liga UEFA 2021/2022

### Národní ligy

#### Česko
- Fortuna:Liga 2021/2022
- Fortuna:Národní liga 2021/2022
- Česká fotbalová liga 2021/2022
- Moravskoslezská fotbalová liga 2021/2022
- MOL Cup 2021/2022

## Házená
- Mistrovství Evropy v házené mužů 2022
- Mistrovství Evropy v házené žen 2022

## Lední hokej

### Svět
- Mistrovství světa v ledním hokeji 2022
- Mistrovství světa v ledním hokeji žen 2022
- Mistrovství světa juniorů v ledním hokeji 2022

### Amerika
- National Hockey League 2021/2022

### Evropa
- Hokejová Liga mistrů 2021/2022

### Nadnárodní soutěže
- ICE Hockey League 2021/2022

### Národní ligy

#### Česko
- Česká hokejová extraliga 2021/2022
- 1. česká hokejová liga 2021/2022
- 2. česká hokejová liga 2021/2022

#### Rusko
- Kontinentální hokejová liga 2021/2022

## Motoristický sport
- Formule 1 v roce 2022
- Mistrovství světa silničních motocyklů 2022
- Formule E 2021/2022
- Mistrovství světa v rallye 2022
- Rallye Dakar

## Tenis

### Grand Slam
- Australian Open 2022
- French Open 2022
- Wimbledon 2022
- US Open 2022

### Týmové soutěže
- Davis Cup 2022
- Billie Jean King Cup 2022
- ATP Cup 2022

### Profesionální okruhy
- ATP Tour 2022
- WTA Tour 2022
- WTA 125 2022

## Volejbal
- Mistrovství světa ve volejbale mužů 2022
- Mistrovství světa ve volejbale žen 2022